# Deja vu/Silky Rain
「Déjà vu / Silky Rain」（デジャヴ / シルキーレイン）は、榊原ゆいの21作目のシングル。2009年10月7日に5pb.Recordsよりリリースされた。
「Déjà vu」は、PCゲームソフト『はぴとら -Happy Transportation-』オープニングテーマになっており、カップリングの「Silky Rain」はテレビ東京『アニソンぷらす』2009年6月度のオープニングテーマとして採用されている。

## 収録曲
1. Déjà vu [4:53]
  - 作詞：橋詰亮子、作曲：沢村竣、編曲：悠木真一
2. Silky Rain [5:29]
  - 作詞：濱田智之、作曲：酒井陽一、編曲：南利一
3. Déjà vu（off vocal）
4. Silky Rain （off vocal）